# Center for Basque Studies
Center for Basque Studies est un centre d'étude international de l'université du Nevada à Reno, consacré à la recherche et à la publication sur des thèmes basques. En plus de la recherche dans la linguistique basque, des cours de langue basque sont donnés, des cours de premier cycle et d'études supérieures sur de nombreux thèmes basques 
Le centre accueille des chercheurs et organise des conférences internationales afin de promouvoir la recherche, il offre un doctorat et un diplôme de premier cycle, et publie une grande variété de livres.